# Bibio alienus
Bibio alienus är en tvåvingeart som beskrevs av Mcatee 1923. Bibio alienus ingår i släktet Bibio och familjen hårmyggor.
Artens utbredningsområde är North Carolina. Inga underarter finns listade i Catalogue of Life.